# Tebogo Sembowa
Tebogo Sembowa (sinh ngày 7 tháng 2 năm 1988) là một cầu thủ bóng đá người Botswana thi đấu cho đội tuyển quốc gia Botswana.

## Sự nghiệp quốc tế

### Bàn thắng quốc tế
Tỉ số và kết quả liệt kê bàn thắng của Botswana trước.
| #  | Ngày                | Địa điểm                                           | Đối thủ  | Tỉ số | Kết quả | Giải đấu |
| -- | ------------------- | -------------------------------------------------- | -------- | ----- | ------- | -------- |
| 1. | 12 tháng 7 năm 2012 | Sân vận động Quốc gia Nyayo, Nairobi, Kenya        | Kenya    | 1–0   | 1–3     | Giao hữu |
| 2. | 16 tháng 7 năm 2012 | Sân vận động Molepolole, Molepolole, Botswana      | Zimbabwe | 1–0   | 1–0     | Giao hữu |
| 3. | 31 tháng 8 năm 2013 | Sân vận động Quốc gia Botswana, Gaborone, Botswana | Uganda   | 1–2   | 1–3     | Giao hữu |
| 4. | 24 tháng 3 năm 2018 | Sân vận động Quốc gia Botswana, Gaborone, Botswana | Lesotho  | 1–0   | 1–0     | Giao hữu |